# 조르주 바타유
조르주 알베르 모리스 빅토르 바타유(프랑스어: Georges Albert Maurice Victor Bataille, 1897년 9월 10일~1962년 7월 9일)는 프랑스 지성인이자, 문학, 인류학, 철학, 경제, 사회학에 대한 글을 쓰는 저술가이다. 에로티즘, 신비주의, 주권, 초월주의 등의 주제를 주로 다루는 글을 쓴다.

## 생애와 업적
조르주 바타유는 조제프아리스티드 바타유와 앙투아네트 아들이다. 그는 프랑스 오베르뉴 주의 비용 지역에서 태어났고 1898년 바타유가 세례를 받은 랭스로 이사했다. 그는 랭스에 있는 학교를 다니다 에페르네에 있는 학교로 옮겼다. 종교적인 의식 없이 자랐지만, 1914년에 천주교로 개종하고 약 9년 동안 독실한 가톨릭 신자가 되었다. 그는 사제가 되기 위해 가톨릭 신학대학에 다녔지만, 그는 결국 자신의 어머니를 부양할 수 있는 직업을 구하기 위해 신학자를 내려놓는다. 그는 결국 1920년대 초에 기독교를 포기했다.
바타유는 1922년 2월에 프랑스 국립고문서학교를 졸업했다. 그는 종종 국립도서관에서 일했던 경력 때문에 종종 기록 보관 담당자 및 도서관 사서로 여겨지기도 하지만, 그는 빛나는 작품들에 대한 업적들을 거기서 이뤄냈다(고전학에 대한 학술 논문도 발표했었다). 학교 졸업 후 그는 마드리드의 고급 스페인어 학교로 옮겼다. 젊은 시절에 그는 그의 친구이자 러시아 실존주의자인 레프 셰스토프에게 많은 영향을 받았다.
여러 저널과 문학 모임의 설립자인 바타유는 수많은 주제들에 대한 시, 에세이 등 다양한 작품의 저자이다. 그는 때로 가명으로 출판했고, 출판물 중 일부는 검열당했다. 그는 일생 동안 동시대 신비주의 지지자인 장 폴 사르트르 등에 비해 무시와 경멸을 당했지만, 죽고 난 이후에는 푸코, 솔레르스, 데리다와 같은 텔 켈(Tel Quel) 잡지와 연관된 저자들에게 상당한 영향을 주었다. 그의 영향은 현상학적인 이론을 연구하는 낭시뿐만 아니라 보드리야르, 정신분석학, 라캉과 쥘리아 크리스테바의 연구에도 미쳤으며, 최근에는 타우시그와 같은 인류학자에게도 영향을 끼쳤다.
처음에 초현실주의에 매력을 느꼈던 바타유는 그와 초현실주의자들이 2차 세계 대전 이후 신중하게 다정한 관계를 회복했지만, 바타유는 설립자였던 앙드레 브르통와 사이가 빠르게 틀어졌다. 바타유는 일부 변절한 초현실주의자가 소속되어 있고 엄청난 영향력을 행사하던 콜레주 드 소시올로지(Collège de Sociologie)의 회원이었다. 주로 헤겔, 프로이트, 마르크스, 모스, 사드 공작, 코제브, 그리고 나치의 전용에 반대하는 주목할만한 에세이에서 변호한 니체 등에게 영향을 받았다.
그는 인신공희에 매료되어 참수당한 사람들의 상징이었던 비밀 조직 아세팔(Acéphale)를 설립했다. 전설에 의하면, 바타유와 다른 일원들은 가입 할 때 각자 인신공희의 희생자가 되는 것에 동의했다고 한다. 그들 중 누구도 인신공희의 집행자가 되는 것에 동의하지 않았다. 집행자에 대한 보상은 제안되었지만, 전쟁 직전에 아세팔이 해산되기 전까지도 그것을 받아들인 사람이 없었다. 또한 그 조직은 데리다가 '반-주권'이라는 개념을 상정하려 했던 니체 철학에 대한 동명의 논평을 출판했다. 이 프로젝트에 참여한 사람에는 마송, 클로소프스키, 카유아, 몬로, 롤링과 발이 있다.
바타유는 다양한 것들에서 영향을 받았으며, 다양한 담론의 방식을 사용해 그의 작품을 창작했다. 오슈 경(Lord Auch)이라는 가명으로 출된 그의 소설 "눈 이야기"(Histoire de l'œil)는 처음에는 순수한 외설 문학으로 여겨졌지만, 소설에 대한 해석이 성숙해짐에 따라 초월주의 문학으로 분류되는 다른 작가들의 특징과 같은 상당한 철학적, 감정적 깊이가 드러나게 되었다. 소설 속의 이미지들은 은유들의 연속으로 형성되며, 눈, 알, 태양, 지구, 고환 등의 은유들은 그의 작품에서 발전된 철학적 구성이라고 여겨진다.
다른 유명한 소설에는 사후에 출판된 "나의 어머니"(크리스토프 오노레의 영화 Ma mère의 기초가 되었다.), 근친상간과 네크로필리아, 정치, 자전적 내용을 다룬 "The Impossible and Blue of Noon"이 있다.
세계 대전 동안 바타유는 그의 저작 "Inner Experience, Guilty, and ON Nietzsche"를 구성하는 "SUMMA Atheologica"(제목이 토마스 아퀴나스의 "SUMMA Theologica"와 유사하다)을 제작했다.
바타유는 1928년에 여배우 실비아 마클레이와 첫 번째 결혼을 했으며, 1934년에 이혼했고, 그녀는 나중에 정신분석학자 자크 라캉과 결혼했다. 바타유는 콜레트 페뇨와 사귀기도 했지만 1938년에 그녀는 사망했다. 1946년, 디안 드 보하르네와 두번째 결혼을 했고 딸을 낳았다.
1955년, 바타유는 대뇌 동맥경화증을 진단받았다. 그는 7년 후인 1962년 7월 9일에 사망했다

## 주요 사상

### 기저 유물론
바타유는 주류 유물론을 깨려는 시도로 1920년대 말부터 1930년대 초까지 기저 유물론을 발전시켰다. 그는 높고 낮음의 차이를 혼란시키 모든 기초를 흔드는 능동적인 낮은 물질(active base matter)의 개념을 주장했다. 어떤 관점에서 이 개념은 데카르트가 제기한 관념과 물질을 모두 포괄하는 스피노자의 중립적 일원론과 유사하지만, 그것은 엄밀한 정의에 어긋나며 합리화보다는 경험의 영역에 머물러 있다. 기저 유물론은 데리다의 해체주의에 큰 영향을 받았으며, 두 사상가는 불안정한 '제3의 개념'이라는 수단에 의해 철학적 차이를 흔드려고 했다. 바티유의 유물론 개념은 알튀세르의 우연 유물론 또는 '만남의 유물론'의 개념을 기대하는 것처럼 보일 수 있다.

## 추가 문헌
- Ades, Dawn, and Simon Baker, Undercover Surrealism: Georges Bataille and Documents. (Cambridge: The MIT Press, 2006).
- Barthes, Roland. "The Metaphor of the Eye". In Critical Essays. Trans. Richard Howard. (Evanston, IL: Northwestern University Press, 1972). 239-248.
- Blanchot, Maurice. "The Limit-Experience". In The Infinite Conversation. Trans. Susan Hanson. (Minneapolis: University of Minnesota Press, 1993). 202-229.
- Blanchot, Maurice. The Unavowable Community. Trans. Pierre Joris. (Barrytown, NY: Station Hill Press, 1988).
- Derrida, Jacques, "From Restricted to General Economy: A Hegelianism without Reserve," in Writing and Difference (London: Routledge, 1978).
- Foucault, Michel. "A Preface to Transgression". Trans. Donald F. Bouchard and Sherry Simon. In Aesthetics, Method and Epistemology: Essential Works of Foucault, 1954-1984. Ed. James D. Faubion (New York: New Press, 1998). 103-122.
- Hussey, Andrew, Inner Scar: The Mysticism of Georges Bataille (Amsterdam: Rudopi, 2000).
- Krauss, Rosalind, No More Play in The Originality of the Avant-Garde and Other Modernist Myths (MIT Press, 1985).
- Land, Nick. The Thirst for Annihilation: Georges Bataille and Virulent Nihilism (London: Routledge, 1992)
- Nancy, Jean-Luc, The Inoperative Community (Minneapolis & Oxford: University of Minnesota Press, 1991).
- Roudinesco, Élisabeth, Jacques Lacan & Co.: a history of psychoanalysis in France, 1925-1985, 1990, Chicago: Chicago University Press.
- Roudinesco, Élisabeth, Jacques Lacan, Outline of a Life, History of a System of Thought, 1999, New York, Columbia University Press.
- Roudinesco, Élisabeth, Our Dark Side, A History of Perversion, Cambridge, Polity Press, 2009.
- Sollers, Philippe, Writing and the Experience of Limits (Columbia University Press, 1982).
- Sontag, Susan. "The Pornographic Imagination." Styles of Radical Will. (Picador, 1967).
- Surya, Michel, Georges Bataille: an intellectual biography, trans. by Krzysztof Fijalkowski and Michael Richardson (London: Verso, 2002).